# Подпеч-об-Дравині
Подпеч-об-Дравині (словен. Podpeč ob Dravinji) — поселення в общині Словенське Коніце, Савинський регіон, Словенія. Висота над рівнем моря: 283,4 м.